# Župnija Jarše
Župnija Jarše je rimskokatoliška teritorialna župnija, ena izmed 18 župnij Dekanije Domžale Nadškofije Ljubljana. Župnijska cerkev je cerkev sv. Mohorja in Fortunata. Župnija je bila ustanovljena 1. decembra 1975.
Od leta 1991 v župniji izhaja župnijski list Grobeljski zvon.

## Obseg
Župnija Jarše obsega naselja:
- Groblje
- Rodica
- Spodnje Jarše
- Srednje Jarše
- Zgornje Jarše

## Zgodovina
Pomembno vlogo pri ustanovitvi župnije ima nekdanji mengeški župnik g. Štefan Babič. Do izločitve iz pražupnije Mengeš in ustanovitve samostojne župnije je prišlo 1. decembra 1975 z ustanovno listino, ki jo je podpisal ljubljanski nadškof in metropolit Jožef Pogačnik.
Veliko truda je bilo prva leta vloženega v reševanje problema župnijske cerkve, saj je ta bila po drugi svetovni vojni nacionalizirana in je služila drugim namenom. Nadaljnja zgodovina pa je zaznamovana z gradnjo župnijskega doma in začetki utečenega delovanja župnijskega življenja.

## Znane osebnosti
V župniji (v Rodici) je bil rojen kardinal dr. Franc Rode, upokojeni ljubljanski nadškof in upokojeni prefekt Kongregacije za ustanove posvečenega življenja in družbe apostolskega življenja.